# Stefan Tošev
Stefan Tošev (Eski Zagra, 18. prosinca 1859. – Plovdiv, 27. studenog 1924.) je bio bugarski general i vojni zapovjednik. Tijekom Prvog svjetskog rata zapovijedao je 3. i 4. armijom na Rumunjskom i Solunskom bojištu.

## Obitelj
Stefan Tošev je rođen 18. prosinca 1859. u Eski Zagri. Sin je Toše Toševa, inače trgovca bakrenim proizvodima, i Anastasie Tošev koja je bila učiteljica. Stefanov otac je, prema sinovljevom svjedočanstvu, pomagao Stefanu Stambolovu u organizaciji Starozagorskog ustanka opskrbljujući ustanike oružjem. Majka Anastasia je bila je prva Bugarka koja je upućena na osnovi stipendije na Pedagoški studij u Odessu koji je završila 1857. godine. Po povratku sa studija u rodni grad, osnovala je prvu bugarsku gimnaziju za djevojke, te se bavila podučavanjem bugarskih djevojaka iz drugih dijelova zemlje. Godine 1866. osnovala je i prvi djevojački internat za siromašne u Staroj Zagori. Od 1870. radi u Gabrovu kao učiteljica gdje tada 11-godišnji Stefan pohađa osnovnu školu. Zahvaljujući poznavanju ruskog kojeg je naučio od majke, Stefan je tijekom Rusko-turskog rata prevodio bugarskim dragovoljcima koji su se borili na ruskoj strani. Godine 1876. obitelj se vraća u Staru Zagoru, ali kada osmanske trupe tijekom Rusko-turskog rata spalile grad, obitelj bježi najprije u Gabrovo, a potom u Svištov. Tošev je bio oženjen s Efrosinom Tošev s kojom je imao troje djece i to sina Todora, te kćeri Anastaziju i Nadeždu. Sin Todor Tošev je također odabrao vojni poziv, te je u bugarskoj vojsci dostigao čin general poručnika.

## Vojna karijera
Nakon završetka Rusko-turskog rata koji je rezultirao osnivanjem Bugarske, Tošev je nakon uspješno položenog prijemnog ispita, od prosinca 1878. počeo pohađati vojno učilište u Plovdivu. Od svibnja 1879. služi u 6. starozagorskom odredu Istočnorumelijske milicije gdje zapovijeda satnijom. Iduće 1880. premješten je u 10. odred iste milicije gdje također zapovijeda satnijom. Godine 1881. raspoređen je na službu u 14. pješačku bojnu, dok je u ožujku 1883. promaknut u čin poručnika. Te iste godine u kolovozu postaje zapovjednikom satnije u 7. pješačkoj bojnoj. U kolovozu 1885. promaknut je u čin satnika, te imenovan zapovjednikom 2. bojne 3. pješačke bdinske pukovnije.

Na početku Srpsko-bugarskog rata koji je izbio u studenom 1885. Tošev zapovijeda 2. bojnom 3. pješačke bdinske pukovnije. Već i prije službenog početka neprijateljstava, Toševu je naređeno da svoju bojnu premjesti iz Breznika prema Tranu i zauzme selo Filipoviće. Nakon početka neprijateljstava Toševu je naređeno da se povuče u smjeru Trna gdje dobiva zapovjedništvo nad trnskim odredom koji se sastojao od tri bojne. Tošeov odred 3. studenog napada srpska Moravska divizija, te je Tošev prisiljen se povući prema Brezniku. Nakon toga jedan dio njegovih snaga upućen je da pojača bugarske snage koje su zauzele Slivnicu, da bi potom Tošev bio upućen da zauzme vrh Mecca u čemu uspijeva. Tijekom bitke Tošev je ranjen u obje noge. Za herojstvo u bitkama tijekom rata odlikovan je Ordenom za hrabrost IV. stupnja.
Nakon završetka rata, od 1886. Tošev zapovijeda 3. pješačkom pukovnijom. Tijekom 1887. zapovijeda najprije 11. slivenskom, a potom 7. preslavskom pješačkom pukovnijom. Te iste godine, u travnju, unaprijeđen je u čin bojnika. Godine 1890. imenovan je zapovjednikom 8. primorske pukovnije kojom zapovijeda idućih devet godina, do 1899., kada postaje zapovjednikom 2. brigade 2. pješačke divizije. U međuvremenu je, u kolovozu 1891., dostigao čin potpukovnika, da bi u kolovozu 1895. bio promaknut u čin pukovnika. U siječnju 1904. imenovan je prvim zapovjednikom novoustrojene 7. rilske divizije sa sjedištem u Dupnici. Istodobno s tim imenovanjem unaprijeđen je u čin general bojnika. Navedenom divizijom zapovijeda do svibnja 1908. kada preuzima zapovjedništvo nad 1. sofijskom divizijom.

Tijekom Prvog balkanskog rata Tošev je u listopadu 1912. s 1. sofijskom divizijom raspoređen na trakijsko bojište gdje sudjeluje u bugarskoj pobjedi Lozengradskoj operaciji. Potom divizija sudjeluje u zauzimanju Luleburgaza, te Bitki kod Čataladža u kojoj su bugarske snage pokušavale prodrijeti do Carigrada. Nakon završetka rata, u svibnju 1913., promaknut je u čin general poručnika, te imenovan zapovjednikom novoformirane 5. armije. Zapovijedajući navedenom armijom sudjeluje u Drugom balkanskom ratu u kojem se armija bori sa srpskim snagama kod Krive Palanke i Kitke. Po završetku Drugog balkanskog rata, tijekom 1913. godine, Tošev zapovijeda najprije 2., a potom 3. vojno-inspekcijskom oblasti.

## Prvi svjetski rat
Po objavi bugarske mobilizacije 22. rujna 1915., Tošev je imenovan zapovjednikom 3. armije. Treća armija, koja se sastojala od 4. preslavske i 5. dunavske divizije, raspoređena je na granicu s Rumunjskom koja je u tom trenutku još uvijek bila neutralna. Također, 3. armija je imala zadatak da zaustavi eventualno rusko iskrcavanje na bugarskoj obali kod Varne. Nakon ulaska Rumunjske u rat na strani Antante 27. kolovoza 1916., 3. armija je ušla u sastav Grupe armija Mackensen, te je ubrzo 2. rujna prešla granicu sa zadatkom zauzimanja Dobrudže. Tošev tako rumunjskoj 3. armiji nanosi katastrofalan poraz u Bitci za Turtucaiu, te nakon toga u Bitci kod Dobriča gdje zaustavlja rumunjske snage koje su pokušale pojačati opkoljene jedinice kod Turtucaiae. Toševe snage nakon toga pretrpljuju poraz u Prvoj bitci kod Kobadina u pokušaju da dublje prodru u Dobrudžu. Međutim, u novom pokušaju u Drugoj bitci kod Kobadina uspijevaju poraziti rumunjsko-ruske snage, te zauzeti Constantu. U studenom 1916. između Toševa i njemu nadređenog Mackensena dolazi do nesuglasica u pogledu vođenja operacija. Kako u tom sukobu nije dobio podršku bugarskog Glavnog stožera, Tošev 23. studenog 1916. podnosi ostavku, te ga na mjestu zapovjednika 3. armije zamjenjuje Stefan Nerezov.
Nakon ostavke Tošev je imenovan Guvernerom Makedonije, te je u ožujku 1917. promaknut u čin generala pješaštva. U lipnju 1918. imenovan je zapovjednikom novoformirane 4. armije koju dužnost obnaša do kraja Prvog svjetskog rata.

## Poslije rata
Nakon završetka rata, Tošev zapovijeda 4. vojno-inspekcijskom oblasti. Navedenu dužnost obnašao je do lipnja 1919. kada je premješten u pričuvu. Od 1923. obnaša dužnost predsjednika Saveza pričuvnih časnika, dok je u listopadu 1923. izabran za predsjednika Udruge Ljudska zahvalnost koja se bavila brigom o žrtvama komunističkog Rujanskog ustanka.

Stefan Tošev iznenadno je preminuo je 27. studenog 1924. godine u 65. godini života u Plovdivu gdje je trebao održati govor. Posmrtni ostatci su mu preneseni u Sofiju gdje je pokopan. Na sprovodu mu je bio nazočan i sam bugarski car Boris III. Njegovim imenom nazvan je grad General Toševo i jedno selo.

## Vanjske poveznice
(bug.) Stefan Tošev na stranici Bulgarianhistory.org
(bug.) Stefan Tošev na stranici Boinaslava.net
(bug.) Stefan Tošev na stranici 24chasa.bg
(bug.) Stefan Tošev na stranici Desant.net
(češ.) Stefan Tošev na stranici Valka.cz
(rus.) Stefan Tošev na stranici Hrono.ru